# (6498) Ko
(6498) Ko (1992 UJ4) – planetoida z pasa głównego asteroid okrążająca Słońce w ciągu 3,45 lat w średniej odległości 2,28 j.a. Odkryta 26 października 1992 roku.